# Liste der Stolpersteine in Langwedel
Die Liste der Stolpersteine in Langwedel gibt eine Übersicht über die vom Künstler Gunter Demnig verlegten Stolpersteine in Langwedel. In Langwedel wurde bisher nur ein Stolperstein verlegt.
Die 10 × 10 × 10 cm großen Betonquader mit Messingtafel sind in den Bürgersteig vor jenen Häusern eingelassen, in denen die Opfer einmal zu Hause waren. Die Inschrift der Tafel gibt Auskunft über ihren Namen, ihr Alter und ihr Schicksal. Die Stolpersteine sollen dem Vergessen der Opfer der nationalsozialistischen Gewaltherrschaft entgegenwirken.

## Liste
| Name            | Adresse        | Bild                             | Inschrift                                                                                    | Verlegedatum | Biografie und Anmerkungen |
| --------------- | -------------- | -------------------------------- | -------------------------------------------------------------------------------------------- | ------------ | ------------------------- |
| Hinrich Warnken | Am Maiberg 3 · | Stolperstein für Hinrich Warnken | Hier wohnte Hinrich Warnken Jg. 1906 ‘Kriegsverrat’ Amalias/Griechenland erschossen 9.6.1944 | 16. Mai 2011 |                           |